# Николай Скрябин
Николай Александрович Скря́бин (на руски: Николай Александрович Скря́бин) е руски дипломат от XIX – XX век. Скрябин е баща на композитора Александър Скрябин.

## Биография
Роден е на 18 февруари 1849 година и произхожда от дворянството на Московска губерния. В 1868 година завършва 4-та Московска мъжка гимназия, която по това време вече се е преместила от Пашковия дом в Дома на Апраксини-Трубецки на Покровка. След това Скрябин учи в Юридическия факултет на Императорския Московски университет, който обаче не завършва.
Женен за талантлива пианистка Любов Петровна Шчетинина, която малко след раждането на сина им Александър почива от туберкулоза.
Скрябин влиза в престижния тогава Институт за източни езици в Санкт Петербург и успешно го завършва, като прави добра кариера. Дълги години служи в дипломатическата сфера.
От 1880 до 1889 година е руски вицеконсул в Битоля.
Кавалер на много ордени. Той се жени повторно за италианката О. И. Фернандес, с която има 5 деца.
На 27 септември 1911 година Министерството на външните работи назначава действителния статски съветник в оставка за нещатен консул в Лозана.